# Colonia Santo Tomás
Colonia Santo Tomás, eller bara Santo Tomás är en ort i Mexiko, tillhörande kommunen Teoloyucan i delstaten Mexiko. Colonia Santo Tomás ligger i den centrala delen av landet och tillhör Mexico Citys storstadsområde. Orten hade 2 599 invånare vid folkräkningen 2010.